# Вільчкув (Вроцлавський повіт)
Вільчкув (пол. Wilczków) — село в Польщі, у гміні Журавіна Вроцлавського повіту Нижньосілезького воєводства.
Населення — 393 особи (2011).
У 1975-1998 роках село належало до Вроцлавського воєводства.

## Демографія
Демографічна структура станом на 31 березня 2011 року:
|          | Загалом | Допрацездатний вік | Працездатний вік | Постпрацездатний вік |
| -------- | ------- | ------------------ | ---------------- | -------------------- |
| Чоловіки | 210     | 44                 | 141              | 25                   |
| Жінки    | 183     | 32                 | 105              | 46                   |
| Разом    | 393     | 76                 | 246              | 71                   |